# Victor Loebe
Victor Julius Loebe (* 26. Juli 1840 in Altenburg, Herzogtum Sachsen-Altenburg; † 16. November 1916 in Putbus) war ein deutscher Gymnasiallehrer, Heimatforscher und Chronist.

## Leben
Victor Löbe, der vierte Sohn von August Julius Löbe, besuchte in Altenburg das Friedrichgymnasium. Nach dem Abitur studierte er zunächst an der Universität Jena Philologie, dann wechselte er an die Universität Halle und schloss 1864 das Studium mit einer Dissertation in lateinischer Sprache ab. In dieser befasste er sich mit der Rhetorik des Dichters Aratos von Soloi (ca. 310–245 v. Chr.), von dem nur das Lehrgedicht Φαινόμενα (Phainómena, „Himmelserscheinungen“) erhalten ist, das in 1154 Hexametern den Sternenhimmel beschreibt. Auf dem Titelblatt dieser Dissertation schreibt Victor Löbe seinen Namen in Versalien: VICTOR IVLIVS LOEBE. Die Schreibweise des Nachnamens behielt er bei, sie wurde deshalb im Folgenden bei ihm und seinen Nachkommen stets verwendet. 
Im Jahr 1864 wurde Loebe Mitglied des Seminars für gelehrte Schulen in Stettin. Am 1. August 1864 trat er als Adjunkt in das Lehrerkollegium des Königlichen Pädagogiums Putbus ein. Am 22. Februar 1865 legte er in Halle das Examen pro facultate docendi ab. 1873 wurde er Oberlehrer und 1883 zum Professor ernannt. Im Alter von 74 Jahren trat er in den Ruhestand, aber schon wenige Monate später nahm er im August 1914 seine Lehrtätigkeit wieder auf, weil einige seiner Kollegen gleich zu Beginn des Krieges eingezogen wurden oder sich freiwillig zum Militärdienst gemeldet hatten. Am 16. Juni 1915 wurde ihm der Titel eines Geheimen Studienrates verliehen. 
Victor Loebe war Mitglied des Gemeinde-Kirchenrates Putbus und der Synode Garz.
Am 10. November 1869 heiratete Loebe in Altenburg Rosa Wagner, die an diesem Tag auch ihren 24. Geburtstag feierte. Das Ehepaar bekam zehn Kinder. 
Viktor Loebe verfasste Schriften zur Geschichte von Putbus und zur Genealogie des Adelsgeschlechtes von Putbus. 

## Ehrungen
Im Jahr 1910 erhielt Victor Loebe das Ehrenkreuz des Fürstl. Lippischen Hausordens.
Im Jahr 2006 benannte die Stadt Putbus in einem Neubaugebiet eine Straße nach Victor Loebe. 

## Schriften
- De elocutione Arati Solensis poetae. Halle 1864 (Dissertation, Volltext in der Google-Buchsuche).
- Commentationis de elocutione Callimachi Cyrenensis poetae. Fürstliche Buchdruckerei von August Knaak 1867.
- Geschichte und Genealogie des Hauses Putbus 1895. Siehe: PDF
- Die Einweihungsfeier des Gymnasial-Gebäudes am Kgl. Pädagogium zu Putbus am 12. Nov. 1908. 1908.
- Putbus. Geschichte des Schlosses und der Entstehung und Entwickelung des Badeortes. Eine Festgabe zur Hundertjahrfeier der Gründung des Ortes Putbus. Druck R. Decker, Selbstverlag, Putbus 1910.
- Putbus anno 1810. Festspiel zur Hundertjahrfeier der Gründung des Ortes Putbus am 1. August 1910. Putbus 1910.
- Lehrer und Abiturienten des Königlichen Gymnasiums zu Putbus 1836–1911. 1912.
- Stammtafel des Dichters der Freiheitskriege Ernst Moritz Arndt. R. Decker, Putbus 1914.
- Chronik. Private Aufzeichnungen des Putbussers 1864–1916. tredition, 2021. ISBN 978-3-347-29866-8.
- Putbus. Reprint: Christoph Gebler (Bearb.), Rügen-Druck, Putbus 2021. ISBN 978-3-9813568-7-8.